# Jan Václav Svoboda
Jan Václav Svoboda (6. června 1869 Skuteč – 11. září 1951 Úvaly) byl český učitel, spisovatel a překladatel. Svá díla publikoval pod pseudonymem Jan Václav z Finberka.

## Život
Narodil se v rodině Václava Svobody (1831/1832), obuvníka ve Skutči a Marie Svobodové-Krupařové (1841/1842). Měl sedm sourozenců: Annu (1863), Marii (1865), Josefa (1871), Emanuela (1873–1873), Emilii (1875–1878), Cecilii (1877–1878) a Emilii (1879–1880).
Nižší reálné gymnázium vystudoval v Chrudimi, učitelský ústav v Hradci Králové. Od roku 1890 sám působil jako učitel, postupně v Krásném, Chrastu a Hlinsku, kde se stal ředitelem měšťanské školy.
Psát začal básně a povídky od roku 1891 do Chrudimských listů a Českého východu. Přispíval také do dalších časopisů, např. do České hospodyně a kalendářů. Byl členem řady literárních a uměleckých spolků, např. Máje, Svatoboru, Umělecké besedy. Pseudonym volil po matčiných předcích, erbovní bratrské rodině Kašků z Finberka.
Jan Václav se nikdy neoženil, v roce 1923 odešel do předčasného důchodu a odstěhoval se do Úval, kde v roce 1951 ve věku 82 let zemřel.

## Dílo

### Próza[4]
- Zašlé děje: skutečské historky – Pacov: Přemysl Plaček, 1894 — Velké Meziříčí: J. F. Havránek, 1894
- V lepším světě: román – Velké Meziříčí: Šašek a Frgal, 1895
- Horská srdce: povídka – Praha: Václav Kotrba, 1899
- Stíny života: horské obrazy – Praha: Edvard Grégr, 1900
- U tkalců: horská idyla; Zlá chudoba: horská sihouetta; Shaslý život: horský obraz; Hrbatý Joska: povídka ze zapadlé horské vesnice; Bůh je našel: horská črta – Praha: E. Grégr, 1900
- Mezi tkalci: horské obrazy – Praha: V. Kotrba, 1901
- Dva tábory: román – Brno: Vilém Burkart, 1902
- Kalná voda: maloměstská novella – Praha: E. Grégr, 1902
- Klepavé hnízdo: román – Brno: V. Burkart, 1902
- Mračna v duších: tři obrazy – Velké Meziříčí: Šašek a Frgal, 1902
- Jsme jen lidé ...: povídky a črty: [1894–1901] – Velké Meziříčí: Šašek a Frgal, 1902
- Lačné rty: dvě novelly – Praha: Jan Otto, 1903
- Rudé jeřabiny – Praha: Josef Richard Vilímek, 1903
- Rozvrat: horský obraz – Praha: Máj, 1905
- Vřelé city: dva obrazy – Praha: Jan Otto, 1906
- Měnivé nebe: novelly a črty – Velké Meziříčí: Alois Šašek, 1907
- Vábné Slovensko: cestopisné črty – Praha: Edvard Beaufort, 1908
- Očistec živých: horské obrazy – Velké Meziříčí: A. Šašek, 1909
- Vzbouřená nitra – Praha: J. R. Vilímek, 1911
- Baščanské povídky: z mořských lázní na Krku – ilustroval František Ženíšek (1875). Praha: František Šimáček, 1913
- Zlaté hvězdy[3]
- Svět mladosti: pro děti – ilustroval F. Ženíšek. Praha: J. R. Vilímek, 1916
- Vzácný smích: humoresky – Pacov: Plaček, 1918
- Hrdá radost: selský román – Praha: Čsl. podniky tiskařské, 1921
- Potok pravdy: horské obrazy[5]
- Rubešovo přátelství k Havlíčkovi – Německý Brod: družstvo Havlíček, 1926
- František Jaroslav Rubeš u hrobu Karla Sudimíra Šnaidra: literární historie z dob předbřeznových – Praha: vlastním nákladem, 1928
- Svatá pravda: horské obrazy – Praha: Přítel knihy, 1929
- Kudrnatý klučina: pro děti – Slané: Veleslavín, 1930
- Útrapy duší: horský obraz – Trnava: František Urbánek, 1934

### Překlady[5]
- Šedý prach: román – Maria Radziewiczówna
- Grunwald: historická povídka pro mládež – Walery Przyborowski
- Učitelka: novelka – Tadeusz Miciński
- Tatranský Robinson: povídka pro mládež z první polovice XIX. století – Stefan Gębarski. Praha: B. Stýblo, 1919
- Poslední povídky – Prosper Merimée, z francouzštiny
- Drahé kamení – výbor francouzských autorů

### Drama
- Pro lásku a slávu: obraz ze života o třech jednáních [přepracovaný román Dva tábory] – Karlín: Mamert Knapp, 1902